# Eupithecia pekingiana
Eupithecia pekingiana là một loài bướm đêm trong họ Geometridae.